# Menat, Puy-de-Dôme
Menat là một xã ở tỉnh Puy-de-Dôme trong vùng Auvergne-Rhône-Alpes miền trung nước Pháp. Xã này nằm ở khu vực có độ cao trung bình 346 mét trên mực nước biển.
Món pâté aux pommes de terre và "pain des Combrailles" là các đặc sản của vùng.